# Aichi E16A
Aichi E16A Zuiun (saveznički naziv "Paul") je bio izvidnički hidroavion Japanske carske mornarice tijekom Drugog svjetskog rata.

## Dizajn i razvoj
Bio je to konvencionalni jednokrilac, opremljen s dva plovka kao i sa zračnim kočnicama kakve su u to vrijeme koristili obrušavajući bombarderi, što mu je i bila sekundarna uloga.

## Inačice
- E16A1 – glavna proizvodna inačica.
- E16A2 – jedan prototip s „Kinsei 62“ motorom.

## Korisnici
- Japan

## Tehničke karakteristike
Osnovne karakteristike
- posada: 2
- dužina: 10.83 m
- raspon krila: 12.81 m
- površina krila: 28 m2
- visina: 4.79 m

Letne karakteristike
- najveća brzina: 439 km/h
  - borbeni dolet: 2420 km
- brzina penjanja: 10 m/s
- najveća visina leta: 10000 m
- specifično opterećenje krila: kg/m 2
- motor: 1 x Mitsubishi Kinsei 54
  - propeler: 1

Naoružanje
- naoružanje: 2 × 20 mm „Type 99“ topovi u krilima, 1 × 13 mm „Type 2“ strojnica straga, 250 kg bombi

## Vanjske poveznice
- AirToAirCombat.com: Aichi E16A Zuiun  Arhivirana inačica izvorne stranice od 30. prosinca 2007. (Wayback Machine)